# 잭슨 시스터즈
잭슨 시스터즈(The Jackson Sisters)는 미국의 가수그룹으로서 1970년대에 소울과 디스코 음악으로 활동했던 가족 그룹이다.
디트로이트에서 시작하여, 캘리포니아 컴프턴에서 인기를 얻었다.
잭슨 시스터즈의 멤버는 라이에 잭슨(Rae Jackson), 지니 잭슨(Gennie Jackson), 팻 잭슨(Pat Jackson), 린 잭슨(Lyn Jackson), 제클린 잭슨(Jacqueline Jackson)이다.